# T-41梅斯卡勒羅人教練機
T-41 梅斯卡勒羅人是一個塞斯納C-172型的軍用版本，主要是用來訓練軍人的教練機。

## 歷史
在1964年，美國空軍決定用塞斯納C-172作為訓練飛行員之用，並訂購了237架T-41。隨後美國空軍不斷訂購大量T-41用作訓練飛行員之用。直到1993年，美國空軍放棄了T-41，並訂購另一種教練機T-3A Firefly用作取代原有的T-41。

## 型號
- T-41A
- T-41B
- T-41C
- T-41D

## 性能(T-41C)
- 載客量：2人
- 長度：8.21米
- 翼展：10.92米
- 高度：2.69米
- 空機重量：618公斤
- 最大起飛重量：1043公斤
- 最大速度：232公里／小時
- 航程：1159公里

## 外部連結
- 塞斯納製造商首頁（页面存档备份，存于）